# Bohemundo de Batrún
Bohemundo de Batrún (c. 1199-fallecido después de octubre de 1244) fue por matrimonio el señor de Batrún en el Condado de Trípoli.
Era hijo del príncipe Bohemundo III de Antioquía y su cuarta esposa Isabel de Farabel. Por vía paterna era nieto de Raimundo de Poitiers. También fue conocido como Bohemundo de Antioquía y Bohemundo de Poitiers.
Siendo menor de edad fue comprometido en matrimonio con Isabel de Batrún, la única hija de Cecilia de Batrún y Plivain de Pisa, y heredera del Señorío de Batrún. Por la herencia de su esposa, Bohemundo fue investido con el Señorío de Batrún.
En octubre de 1244, participó en la batalla de La Forbie junto a su hijo mayor, Juan. La batalla terminó en derrota, y murió cautivo de los musulmanes junto con su hijo.
Con Isabel tuvo cuatro hijos:
- Juan (fallecido después de 1244)
- Guillermo (fallecido después de 1262), señor de Botron y condestable de Jerusalén. Se casó con  Inés de Sidón, hija de Balián de Grenier
- Jacobo (fallecido 1277), se casó con  Clarencia de Hazart
- Isabel, se casó con Meillour de Ravendel, señor de Maraclea